# Linhomoeus gracilisetosus
Linhomoeus gracilisetosus är en rundmaskart som först beskrevs av Allgen 1946.  Linhomoeus gracilisetosus ingår i släktet Linhomoeus och familjen Linhomoeidae. Inga underarter finns listade i Catalogue of Life.